# نادي بلاتنسي
نادي بلاتنسي هو نادي كرة قدم هندوراسي أٌسس عام 1960. يلعب النادي في الدوري الهندوراسي الدرجة الأولى لكرة القدم.